# すばらしき映画音楽たち
『すばらしき映画音楽たち』（すばらしきえいがおんがくたち、英: Score: A Film Music Documentary）は、2016年にアメリカ合衆国で製作された、映画音楽を題材とするドキュメンタリー映画である。ハンス・ジマー、ダニー・エルフマン、クインシー・ジョーンズ、レイチェル・ポートマンなどの映画音楽作曲家がインタビュイーとして登場したほか（→#出演者）、ジョン・ウィリアムズなどが資料映像で登場し、また脚本家・映画監督のジェームズ・キャメロンや研究者など、作曲家以外の映画関係者も出演した。北米ではグラヴィタス・ヴェンチャーズ配給で2017年6月16日に劇場公開され、その後Blu-ray Discとデジタル配信で2017年9月5日にリリースされた。日本では新宿シネマカリテの「カリテ・ファンタスティック！シネマコレクション2017」（カリコレ）で2017年8月5日に公開され、その後全国展開したが、これに先立つ2017年7月20日にWOWOWシネマで初放送されている。

## 作品概要
映画音楽を題材とするドキュメンタリー映画で、映画音楽作曲家へのインタビュー、また資料映像（メイキング映像や、取り上げた作品のワンシーン）を中心に構成されている。作曲のきっかけを掴むためにすることや、作曲時の苦悩が明かされるほか、サイレント映画時代に始まる映画音楽の歴史や、モチーフを繰り返す曲構成、近年のバンドマンによる映画音楽作曲などが解説される。作曲やサウンドトラック収録の風景も取り扱われ、作曲家が各々のスタイルを持って取り組んでいることも明かされる。また映画音楽史の転換点となった大作曲家が数人取り上げられている。作品は作曲家たちのみならず、映画音楽の収録に関わる技師や演奏家、ジェームズ・キャメロンなど作曲家以外の映画関係者、さらに映画音楽の効果を研究する心理学者なども登場し、製作の舞台裏や科学的効果についても扱われている。

## 製作
監督のマット・シュレーダーは、CBSニュースグループのKOVR-TV、NBCグループのKNBC-TVで働く調査ジャーナリストだったが、映画音楽作曲家に関するドキュメンタリー映画を撮影したいと思い、2014年秋に退職した。シュレーダーは「“どうやって映画作曲家たちは映画音楽を作っているのか”についてのドキュメンタリーを観たかった。なので、ハリウッドのプロダクションに頼み込んでいたけれども、数年経っても実現されなかったため、とうとう自分で撮ろうと決めた」と述べている。シュレーダーは、カメラのレンズや編集機材を自分の貯金で賄い、大学時代からの友人を誘ってチームに引き入れた。シュレーダーの誘いに応じた中には、プロデューサーのトレヴァー・トンプソン、ジョナサン・ウィルバンクス、ネイト・ゴールド、またKOVR-TVの元ニュースカメラマンのケニー・ホームズなどがいる。また作曲家の戸田信子が製作総指揮として加わったが、この経緯について「近年素晴らしい作品が日本で公開しないことが多いので、私がこの作品に関われば日本で公開できると思い、私自身も出資し、制作として参加させて頂きました」と回想している。
2015年2月、クラウドファンディングサイト・Kickstarterでキャンペーンが始まり、国際的に広く注目を集めたこのプロジェクトには、わずか30日で目標だった4万ドルの3倍以上に当たる120,930ドルが集まった。製作には計画を聞きつけたフォックス・ミュージックの前代表であるロバート・クラフト（英: Robert Kraft）が参加し、2016年初めまでには、シュレーダーは作曲家、監督、オーケストレーター、エージェントなど、映画音楽業界人に迫る60本以上のインタビューを完了させていた。制作の上で、シュレーダーはハンス・ジマーと相談を重ねたという。
映画の配給権はグラヴィタス・ヴェンチャーズが取得し、アメリカ合衆国では2017年6月16日に封切られて70,120ドルの興行収入を得た。Blu-rayとDVDの発売、またデジタル配信 開始日は2017年9月5日で、iTunesのドキュメンタリー部門では4週連続で1位を獲得した。アメリカ合衆国やカナダでは、2017年10月に入っても独立系映画館による限定公開が行われている。また公式サイトによれば、エストニア、フィンランド、アイスランド、日本、ラトビア、リトアニア、ノルウェー、スウェーデン、スペイン、オーストリア、オーストラリア、デンマーク、ドイツ、イタリア、リヒテンシュタイン、ルクセンブルク、オランダ、韓国、スイス、イギリス、イスラエルなどでも上映が行われている。日本では、新宿シネマカリテの「カリテ・ファンタスティック！シネマコレクション2017」（カリコレ）で2017年8月5日に公開され、カリコレで全回満席を達成した後、全国展開した。WOWOWシネマでは、これに先立つ形で2017年7月20日に放送されている。また日本版のDVD・Blu-ray Discは、キングレコードから同年11月22日に発売される。

## 出演者
制作陣は作曲家、監督、オーケストレーター、エージェント、取締役、ドキュメンタリー製作の専門家など60名以上にインタビューを行った。シュレーダーは撮影した映像のほとんどを映画に使ったため、何人かのインタビュイーはごく短時間の登場に留まっている。シュレーダーの原案はたった3人の作曲家に焦点を当てるものだったが、映画作曲の世界では音楽観の多様性が見られると気づき、方針転換した。（＊）はパンフレットを参照したが、インタビュイーとして登場した人物、資料映像で登場した人物が混在している。米印（※）を付けた人物は作曲家以外の出演者である。
- ハンス・ジマー＊
- トレヴァー・ラビン＊
- レイチェル・ポートマン＊
- クインシー・ジョーンズ＊
- クリストフ・ベック＊
- ハリー・グレッグソン＝ウィリアムズ＊
- ジェームズ・キャメロン＊※
- トーマス・ニューマン＊
- アッティカス・ロス＊
- ヘイター・ペレイラ＊
- ハワード・ショア＊
- ジャンキーXL（トム・ホルケンボルフ）＊
- マイケル・ダナ＊
- マーク・マザーズボー＊
- ランディ・ニューマン＊
- ベアー・マクレアリー＊
- ゲイリー・マーシャル＊※[25]
- スティーブ・ジャブロンスキー＊
- ジョン・デブニー＊
- マルコ・ベルトラミ＊
- ジョン・パウエル＊
- ブライアン・タイラー＊
- ダリオ・マリアネッリ＊
- トレント・レズナー＊
- ダニー・エルフマン＊
- アレクサンドル・デスプラ＊
- パトリック・ドイル＊
- モービー
- ジョー・クレイマー（英語版）
- レナード・マルティン（英語版）※
- ヘンリー・ジャックマン
- ジェリー・ゴールドスミス
- タイラー・ベイツ
- デヴィッド・アーノルド
- クリストファー・ヤング
- デヴィッド・ニューマン
- エリオット・ゴールデンサール
- コンラッド・ポープ（英語版）
- ジョセフ・トラパニーズ
- メルヴィン・ウォーレン（英語版）
- クリストファー・レナーツ
- デボラ・リューリー（英語版）
- J・ラルフ（英語版）
- バック・サンダース[注釈 4]
- ジョン・バーリンゲーム[注釈 5][28]※
- リチャード・クラフト[注釈 6]※
- シウ＝ラン・タン※（心理学者）[注釈 7][29]
- エイモス・ニューマン[注釈 8]
- J・A・C・レッドフォード（英語版）
- ドリーン・リンジャー・ロス※[注釈 9]
- ショーン・リモーン (Shawn LeMone)
- ロバート・タウンソン[注釈 10]
- ミッチェル・ライブ※[注釈 11]
- ポール・ブルーセック※[注釈 12]

取り上げられた人物
- ジョン・ウィリアムズ＊
- スティーヴン・スピルバーグ※
- ジョージ・ルーカス※
- クリストファー・ノーラン※
- エンニオ・モリコーネ
- バーナード・ハーマン[25]
- アルフレッド・ニューマン
- マックス・スタイナー
- ジョン・バリー
- アレックス・ノース

### 取り上げられた主な映画
以下はパンフレット掲載作品（年代順）で、かっこ内に音楽を担当した作曲家を示した。
- 『キング・コング』（マックス・スタイナー）
- 『征服への道（英語版）』（アルフレッド・ニューマン）
- 『欲望という名の電車』（アレックス・ノース）
- 『めまい』（バーナード・ハーマン）
- 『アパートの鍵貸します』（アドルフ・ドイチュ）
- 『サイコ』（バーナード・ハーマン）[25]
- 『荒野の七人』（エルマー・バーンスタイン）
- 『ウエスト・サイド物語』（レナード・バーンスタイン）
- 『007 ドクター・ノオ』（モンティ・ノーマン）
- 『ピンクの豹』（ヘンリー・マンシーニ）
- 『新・夕陽のガンマン/復讐の旅』（エンニオ・モリコーネ）
- 『卒業』（ポール・サイモン、デイヴ・グルーシン）
- 『俺たちに明日はない』（チャールズ・ストラウス）
- 『猿の惑星』（ジェリー・ゴールドスミス）
- 『華麗なる週末』（ジョン・ウィリアムズ）
- 『イージー・ライダー』（バーズ）
- 『チャイナタウン』（ジェリー・ゴールドスミス）
- 『ジョーズ』（ジョン・ウィリアムズ）
- 『ロッキー』（ビル・コンティ）
- 『未知との遭遇』（ジョン・ウィリアムズ）
- 『スター・ウォーズ エピソード4/新たなる希望』（ジョン・ウィリアムズ）
- 『スーパーマン』（ジョン・ウィリアムズ）
- 『スター・ウォーズ エピソード5/帝国の逆襲』（ジョン・ウィリアムズ）
- 『レイダース/失われたアーク《聖櫃》』（ジョン・ウィリアムズ）
- 『E.T.』（ジョン・ウィリアムズ）[3]
- 『ピーウィーの大冒険』（ダニー・エルフマン）
- 『バットマン』（ダニー・エルフマン）
- 『シザーハンズ』（ダニー・エルフマン）
- 『シンドラーのリスト』（ジョン・ウィリアムズ）
- 『ジュラシック・パーク』（ジョン・ウィリアムズ）
- 『ショーシャンクの空に』（トーマス・ニューマン）
- 『ブレイブハート』（ジェームズ・ホーナー）
- 『タイタニック』（ジェームズ・ホーナー）
- 『アメリカン・ビューティー』（トーマス・ニューマン）
- 『グラディエーター』（ハンス・ジマー、リサ・ジェラルド）
- 『タイタンズを忘れない』（トレヴァー・ラビン）
- 『ロード・オブ・ザ・リング/旅の仲間』（ハワード・ショア）
- 『パイレーツ・オブ・カリビアン/呪われた海賊たち』（クラウス・バデルト、ハンス・ジマー）
- 『ファインディング・ニモ』（トーマス・ニューマン、ロビー・ウィリアムズ）
- 『ハリー・ポッターと炎のゴブレット（パトリック・ドイル）
- 『007 カジノ・ロワイヤル』（デヴィッド・アーノルド）
- 『ダークナイト』（ハンス・ジマー、ジェームズ・ニュートン・ハワード）
- 『カールじいさんの空飛ぶ家』（マイケル・ジアッチーノ）
- 『ソーシャル・ネットワーク』（トレント・レズナー、アッティカス・ロス）
- 『インセプション』（ハンス・ジマー）
- 『ミッション・ワイルド』（マルコ・ベルトラミ）
- 『トランスフォーマー/ロストエイジ』（スティーブ・ジャブロンスキー）
- 『ミニオンズ』（ヘイター・ペレイラ）
- 『ミッション:インポッシブル/ローグ・ネイション』（ジョー・クレイマー（英語版））
- 『マッドマックス 怒りのデス・ロード』（ジョン・シール）
- 『スポンジ・ボブ 海のみんなが世界を救Woo!』（ジョン・デブニー）
- 『ワイルド・スピード SKY MISSION』（ブライアン・タイラー）
- 『アベンジャーズ/エイジ・オブ・ウルトロン』（ダニー・エルフマン、ブライアン・タイラー）
- 『栄光のランナー/1936ベルリン』（レイチェル・ポートマン）

## 評価
作品は批評家から圧倒的な好評価を得た。映画評を蓄積してスコアを出すサイト・Rotten Tomatoesでは、26件のレビューに基づき92%支持という結果となった。『ロサンゼルス・タイムズ』紙のゲイリー・ゴールドスタインは、映画を「目と耳の肥やし」（英: "a feast for the eyes and ears"）と呼び、『シカゴ・サンタイムズ』紙の映画評論家、リチャード・ローパーからは「私たちが愛する映画に、音楽という鼓動を吹き込む芸術家に対する賞賛」（英: "a celebration of the artists who create the musical heartbeat of the movies we love."）との讃辞が贈られた。批評家で歴史家のレナード・マルティンは、「引きつけられて魅了的な映画」（英: "a cohesive and fascinating film"）を撮影した監督のシュレーダーを賞賛し、映画は「拍子を違えていない」（英: [the film] "doesn’t miss a beat."）と述べた。『ニューヨーク・タイムズ』紙では、批評家一押しの作品を選出する2017年6月の "Critics Pick" でこの作品を取り上げた。
トークイベントに参加した映画監督の樋口真嗣は、「よくこんな素晴らしいインタビューを引き出せたなととにかく感心しました！続きがとても観たいですね！」と絶賛した。また映画・音楽ジャーナリストの宇野維正は「監督が純粋に映画音楽を好きな方なんだなと伝わってきて、オーソドックスな作りですけど純粋に楽しめました」と述べた。一方で、作品がハリウッドの映画音楽、さらにハンス・ジマー門下を中心に構成されていることに関しては、「このあたりの賛否両論や、現在のハリウッドの映画音楽はステレオタイプなのでは、など批判意見、欲を言えばもう少し踏み込んだ内情にも少々触れて欲しかったところではあります」（加藤広大）との意見も存在する。
作品は2016年10月にハンプトンズ国際映画祭でワールド・プレミアを迎えた。作品は以下の映画祭などで賞を獲得した。
- ボウルダー国際映画祭（英語版）（最優秀新人制作者賞）[40][41]
- シカゴ批評家映画祭（英: the 2017 Chicago Critics Film Festival、最優秀ドキュメンタリー映画賞[42]）
- クリーヴランド国際映画祭（英語版）（音楽映画コンペティション部門）[43]
- ガスパリラ国際映画祭（英語版）（観客賞・最優秀ドキュメンタリー部門）[44]
- ナッシュビル映画祭（英語版）（音楽映画/音楽都市コンペティション・選外佳作）[45]
- ニューポート・ビーチ映画祭（英語版）（シュレーダー監督への名誉賞）[46]
- セドナ国際映画祭（英語版）（マリオン・ハーマン映画製作優秀賞）[47]
- タコマ映画祭（英: Tacoma Film Festival、長編映画部門観客賞）[48]

またサンフランシスコ国際映画祭の公式セレクションにも選出された。